# اختطاف شيكون
اختطاف شيكون في 5 يوليو 2021 قامت عصابة مسلحة بخطف جماعي في شيكون بنيجيريا.
في حوالي الساعة 1:45 من صباح يوم 5 يوليو 2021 اختطفت عصابة قطاع الطرق أكثر من 100 تلميذ من مدرسة بيثيل المعمدانية الثانوية في كوجوما شيكون، في ولاية كادونا نيجيريا. تم انقاذ ما لا يقل عن 26 تلميذا ومعلم.